# Limburgsche Tramweg Maatschappij

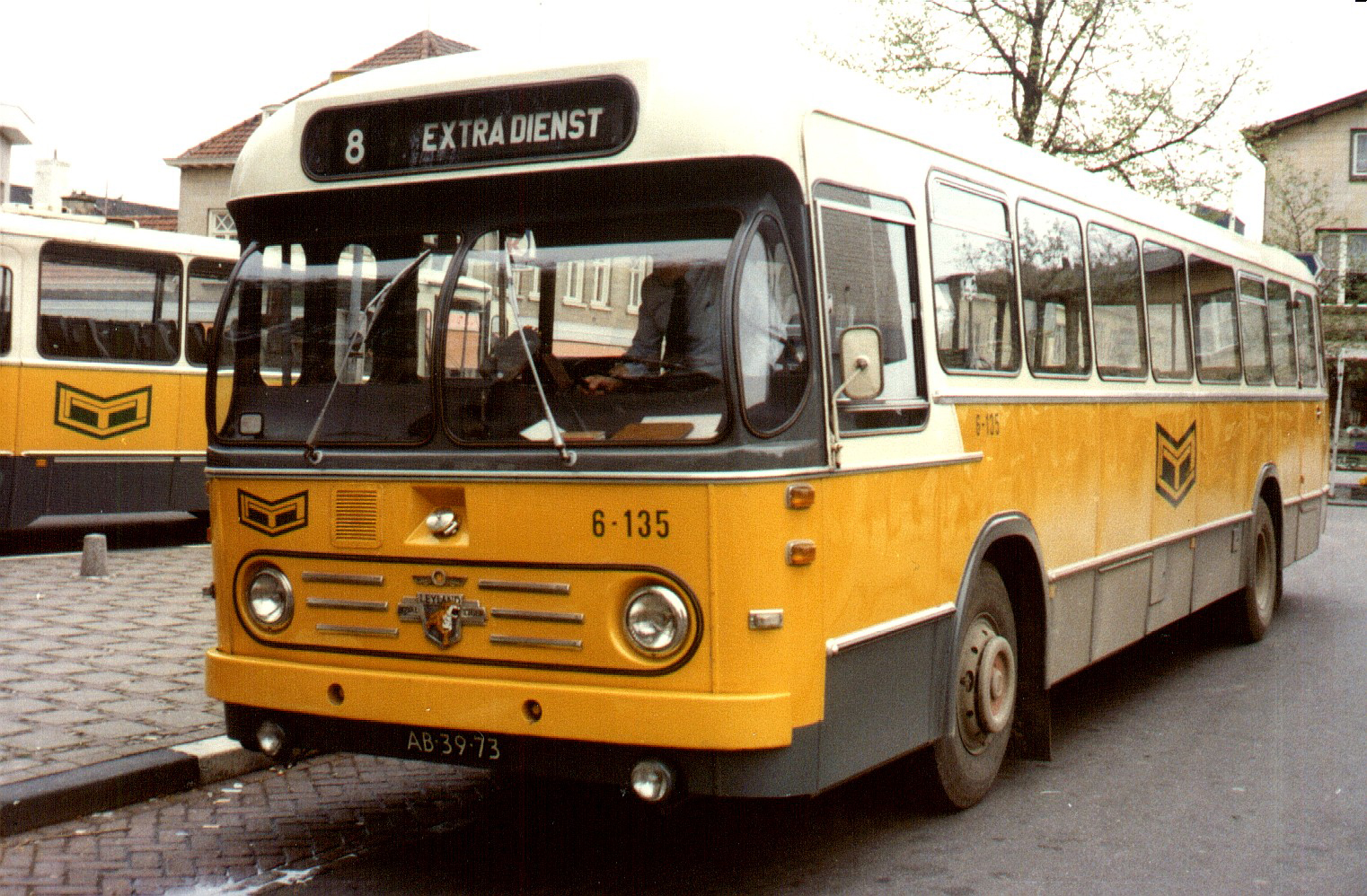
Leyland-Den Oudsten Bus der LTM aus den 1970er Jahren

Die Limburgsche Tramweg Maatschappij (LTM) war eine Verkehrsgesellschaft, die in der niederländischen Provinz Limburg von 1921 bis 1978 bestand. Sie entstand aus dem Zusammenschluss verschiedener Vorläufergesellschaften, die in der Provinz bereits Dampfstraßenbahnen betrieben. Von 1923 bis 1950 betrieb die LTM auch elektrische Straßenbahnen, ab 1950 war sie ein reiner Busbetrieb.

## Gründung
Die LTM entstand aus dem Bedürfnis einer besseren verkehrlichen Erschließung des Südlimburger Steinkohlereviers, das während des Ersten Weltkrieges für die Niederlande als damals einzige nennenswerte nationale Energiebasis besondere Bedeutung gewonnen hatte. Ab 1918 entwickelte eine vom Verkehrsministerium eingesetzte Kommission Planungen für ein übergreifendes Straßenbahnnetz.
Am 21. Februar 1921 wurde schließlich gemeinsam durch den niederländischen Staat, die Provinz Limburg und die Gemeinden die Limburgsche Tramweg Maatschappij gegründet. Die Anteile gingen zu 43 % an den Staat, zu 26 % an die Provinz und zu 31 % an die Gemeinden. Sie übernahm zudem verschiedene Vorläuferbetriebe, die ab 1912 damit begonnen hatten, verschiedene Dampfstraßenbahnen zu betreiben.

## Vorläuferbetriebe
Die älteste Vorläufergesellschaft war die Stoomtramweg-Maatschappij Venlo–Maasbree–Helden (VMH), die seit dem 24. März 1912 eine 20,2 km lange meterspurige Dampftram zwischen Venlo und Helden-Beringe betrieb. Sie wurde erst nach Gründung der LTM am 1. Januar 1923 von ihr übernommen.
Die zweite Gesellschaft war die Central Limburgsche Spoorweg Maatschappij (CLSM), die seit 1915 von Roermond ausgehend ein Netz meterspuriger Dampfstraßenbahnen aufgebaut hatte. Die erste Strecke nach Ittervoort an der belgischen Grenze wurde am 18. Juni 1915 in Betrieb genommen, gefolgt von der Strecke Venlo–St. Odilienberg am 15. August des gleichen Jahres. Letztere Strecke wurde am 1. März 1916 bis Vlodrop verlängert, die ursprüngliche geplante Weiterführung bis ins deutsche Heinsberg wurde nicht ausgeführt. Dagegen gab es in Ittervoort Anschluss an die Strecke der SNCV/NMBS nach Maaseik. 1918 konnte die CLSM eine dritte Strecke nach Roggel eröffnen, die in Horn von der Strecke nach Ittervoort abzweigte. In Etappen wurde die Strecke bis nach Deurne verlängert, das ab 12. Februar 1921 per Tram von Roermond erreicht werden konnte.
Dritte Vorgängergesellschaft war die 1916 gegründete Limburgsche Elektrisch Spoorweg Maatschappij (LESM), die ab 1918 die von den Staatsmijnen übernommene, normalspurige Strecke Heerlen–Hoensbroek, noch mit Dampftraktion, betrieb.

## Dampfstraßenbahnen

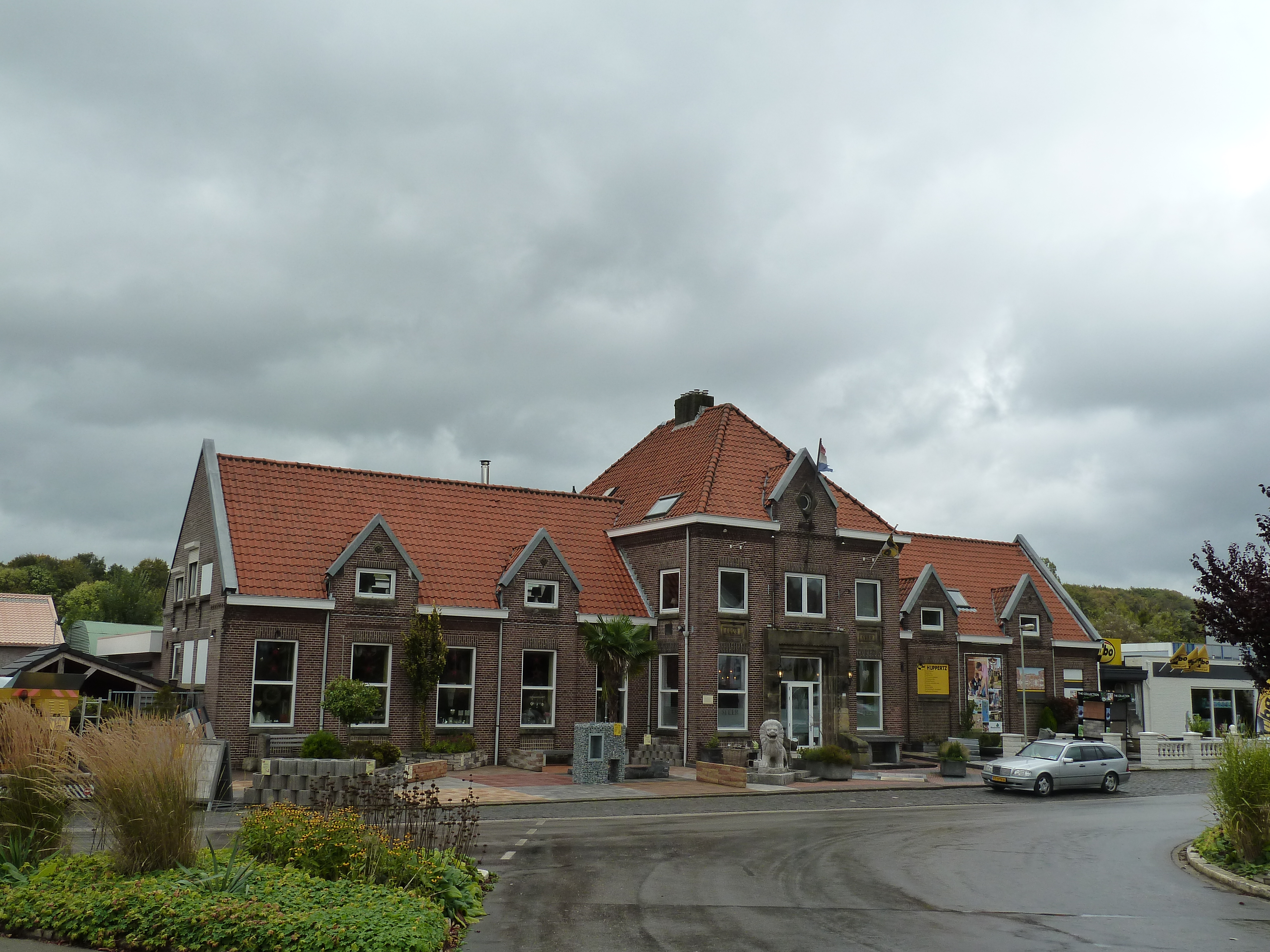
Ehemaliger LTM-Bahnhof in Vaals

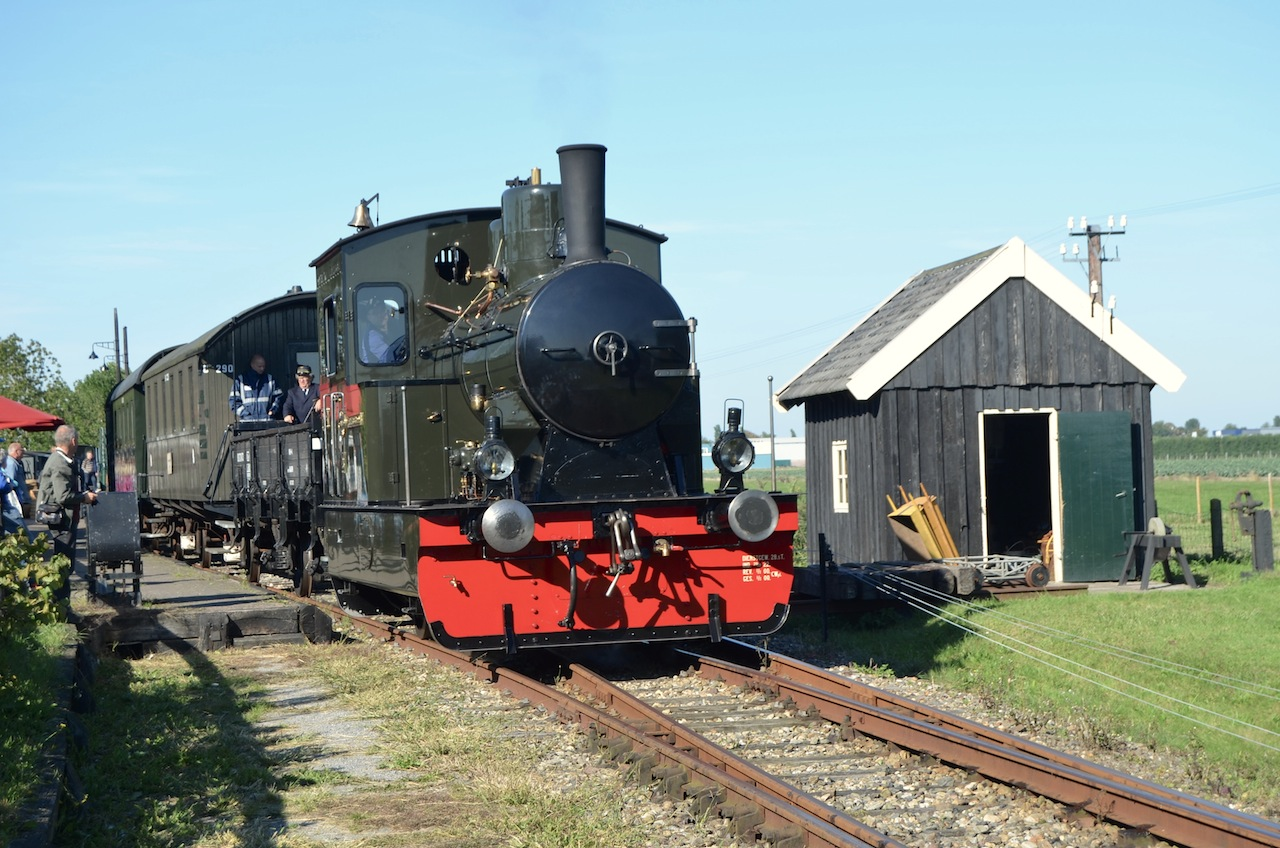
Lokomotive 26 der LTM im Einsatz bei der Museumstoomtram Hoorn–Medemblik

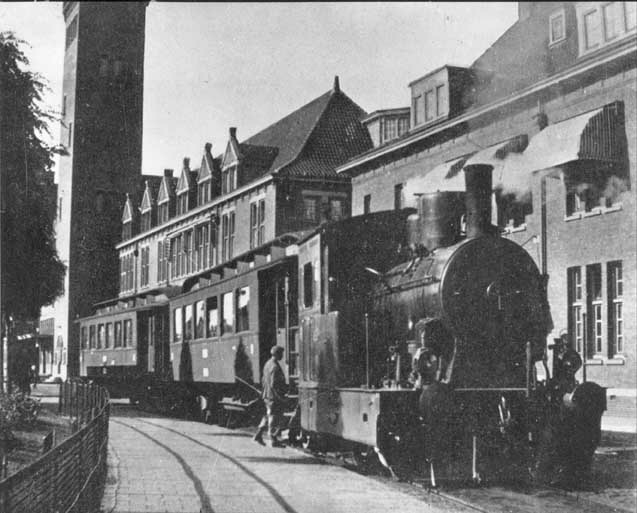
LTM vor dem Bahnhof Maastricht (1935)

Die LTM begann bald nach ihrer Gründung mit dem Bau neuer, dampfbetriebener Strecken, durchwegs in Normalspur. Erste neue Strecke war die Verbindung von Maastricht nach Vaals, die in zwei Teilstrecken am 28. Juni 1922 (Vaals–Wijlre) und am 16. April 1925 (Wijlre–Gulpen–Maastricht) eröffnet wurde. Besonderheit der Strecke war der 620 m lange, eiserne Viadukt über das Tal des Flüsschens Gulp. In Vaals bestand Anschluss an die Linie 12 der Aachener Straßenbahn in Richtung Aachener Innenstadt. Überwiegend auf eigener Trassierung angelegt, entsprach die Strecke eher einer Nebenbahn und nicht einer Straßenbahn. Sie verlief fast parallel zum Provinciale weg 278.
Zweiter Netzteil wurde die Strecke von Roermond über Echt und Born nach Sittard, die ebenfalls in Etappen dem Betrieb übergeben wurde. Der erste Abschnitt von Roermond bis Roosteren wurde am 30. November 1922 eröffnet. Bis Grevenbicht fuhren die Bahnen ab 5. Oktober 1924, das Reststück bis Sittard folgte erst am 15. Juli 1931. Die Linie war, ebenso wie die Vaalser Strecke, auch für Güterverkehr ausgelegt. Hierfür erhielt sie verschiedene, nicht im Personenverkehr genutzte Stichstrecken, so in Roosteren zur Maasbrücke, in Stevensweert zum Maashafen nach Maasbracht und in Echt zum dortigen Bahnhof der Nederlandse Spoorwegen.
Bereits Anfang der 30er Jahre begann die LTM damit, ihre dampfbetriebenen Linien wieder einzustellen, der Wettbewerb mit Bus und Lkw war für den teuren und langsamen Betrieb der Dampfstraßenbahn nicht zu gewinnen. Der Einsatz verschiedener Motortriebwagen auf der Normalspurstrecke von Roermond nach Sittard konnte daran nichts ändern. Zunächst wurde 1929 die isoliert liegende Linie der VMH an die Maas-Buurtspoorweg (MBS) abgegeben, die ihre Hauptstrecke zwischen Venlo und Nijmegen hatte. Die MBS beendete den Betrieb 1944 infolge der Kriegszerstörungen.
Die verbleibenden Schmalspurbahnen wurden ab 1931 eingestellt. Zunächst verschwand in Etappen die Strecke von Roermond nach Deurne, angefangen mit dem letzten Abschnitt von Meijel nach Deurne am 1. Mai 1931. 1933 wurde die Strecke komplett eingestellt. Bereits 1932 war am 1. August die Strecke nach Vlodrop eingestellt worden. Im Januar 1935 wurde schließlich die letzte Schmalspurstrecke der LTM von Roermond nach Ittervoort eingestellt.
Am 3. Mai 1937 wurde der Personenverkehr auf der Normalspurstrecke zwischen Roermond und Sittard wieder eingestellt, Ende 1937 auch der Güterverkehr, nachdem der bis dahin intensive Kohleverkehr zum Hafen Maasbracht nach Fertigstellung des neuen Julianakanals nicht mehr nötig war. Lediglich der Abschnitt von Sittard bis Born wurde beibehalten und wird seither als Anschlussgleis durch die Staatsbahn bedient. 1938 wurde schließlich auch die Strecke Maastricht–Vaals eingestellt.
Die LTM übernahm zum Betrieb diverse Lokomotiven und Wagen der Vorgängerbahnen. Zudem beschaffte sie ab 1922 vier B-gekuppelte Loks für die Schmalspurstrecken und 15 B-Kuppler für die Normalspurstrecken, allesamt bei Hanomag. Eine der Normalspurloks wurde 1938 nach Deutschland verkauft, 1972 kehrte sie in die Niederlande zurück und fährt seitdem bei der Museumstoomtram Hoorn–Medemblik. Für den Güterverkehr kam je ein C-Kuppler von Linke-Hofmann und von Krupp. Ungewöhnlich war die einzige Garratt-Lokomotive der Niederlande, die 1931 von Henschel für die Strecke nach Vaals geliefert wurde.
Insgesamt gab es zudem für die Normalspur je 10 Personen- und Post/Gepäckwagen sowie 182 offene und geschlossene Güterwagen. Eingesetzt wurden probeweise auch verschiedene Benzinmotorwagen. Auf den Schmalspurstrecken wurden die verschiedenen Personen- und Güterwagen der Vorgängerbahnen eingesetzt.

## Elektrische Straßenbahnen

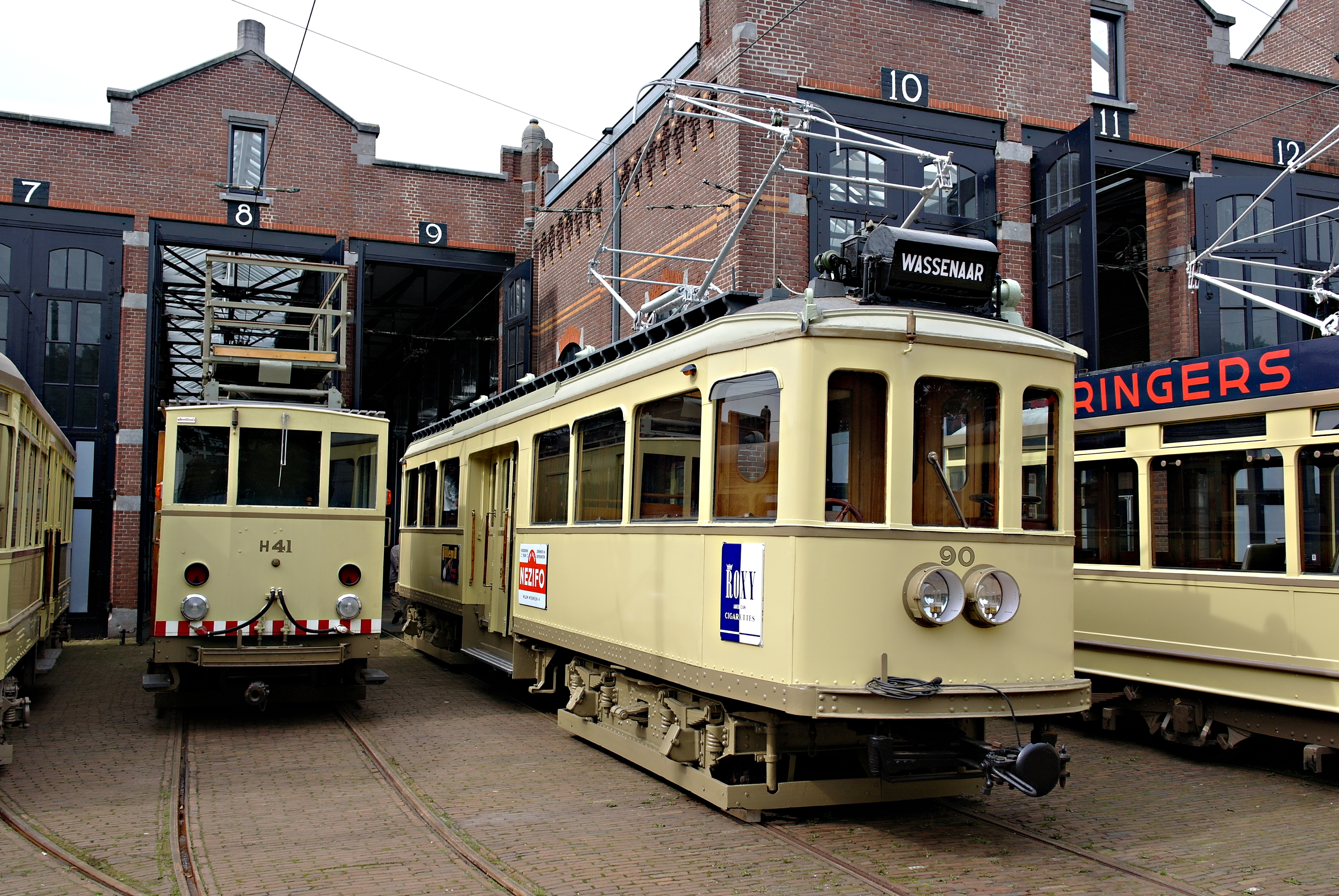
Ehemaliger LTM-Triebwagen 610 (Baujahr 1931) als HTM-Museumstriebwagen 90

Am 27. Oktober 1923 konnte der erste Abschnitt der in Normalspur angelegten elektrischen Bahn von Sittard über Hoensbroek nach Heerlen in Betrieb genommen werden. Am 18. August 1925 folgte der Abschnitt von Heerlen über Valkenhuizen und Kerkrade nach Kerkrade-Holz. Dort bestand Anschluss an die jenseits der Grenze verlaufende Strecke der Straßenbahn Aachen nach Merkstein und Aachen. Neben der Hauptstrecke Sittard–Kerkrade besaß die LTM zwei kürzere Stichstrecken. Seit 24. März 1924 fuhren Straßenbahnen auch von Hoensbroek nach Brunssum und ab 15. Mai 1928 bestand nach Fertigstellung des Abschnitts Valkenhuizen–Locht auch dort Anschluss an die Aachener Straßenbahn. Aus Richtung Sittard kommend erhielt die Strecke in Heerlen zudem eine größere Kehrschleife in der Heerlener Innenstadt. Der Abschnitt von Heerlen bis Hoensbroek und ein Teil der Strecke nach Brunssum wurden zweigleisig angelegt, der Rest nur eingleisig. Das Depot wurde in Heerlen hinter dem NS-Bahnhof angelegt. Die Netzlänge betrug insgesamt 32 km.
Der Fahrzeugpark bestand aus schweren Überlandfahrzeugen, ähnlich, wie sie etwa auf den Kölner Vorortbahnen oder den Vorortlinien der Straßenbahn Den Haag eingesetzt wurden. Beschafft wurden 1923 zunächst 10 Zweiachser von der Waggonfabrik Uerdingen und 5 Vierachser von Linke-Hofmann, dazu 20 vierachsige Beiwagen und 4 zweiachsige Postbeiwagen. 1930 folgten nochmals 5 Vierachser, diesmal vom niederländischen Hersteller Beijnes. Mitte der 30er wurden die Zweiachser zur Verbesserung der Laufeigenschaften zu Dreiachsern umgebaut.
Nach Stilllegung aller Dampflinien betrieb die LTM die elektrischen Bahnen noch bis nach dem Zweiten Weltkrieg, unterbrochen von der kriegsbedingten Einstellung ab September 1944 bis Mitte 1945. Lediglich der kurze Abschnitt zur deutschen Grenze nach Locht wurde – wie auch sein Pendant bei der ASEAG – nicht wieder in Betrieb genommen. Das restliche Streckennetz wurde ab 1949 stillgelegt. Zunächst wurden ab 1. August 1949 die Zweigstrecke nach Brunssum und der Abschnitt Sittard–Hoensbroek auf Bus umgestellt. Am 2. Oktober folgte der Abschnitt Hoensbroek–Heerlen. Die letzte elektrische Straßenbahn in Limburg verkehrte am 13. Mai 1950 zwischen Heerlen und Kerkrade.
Die Fahrzeuge konnten überwiegend noch verkauft werden. Die Vierachser gingen zur HTM, der Haager Straßenbahn und wurden dort auf deren Vorortstrecken nach Delft und Voorburg noch ca. 10 Jahre eingesetzt. Einige Dreiachser gingen zur Straßenbahn Saarlouis, die sie bis 1961 auf ihrer letzten Linie nach Creutzwald einsetzten. Einer der Vierachser wurde von 2005 bis 2010 als Museumsfahrzeug wieder in Limburg bei der Zuid-Limburgse Stoomtrein Maatschappij in Simpelveld aufbewahrt. Seitdem steht das Fahrzeug als Ausstellungsstück bei der Straßenbahnstiftung in Den Haag.

## Busbetrieb
Nach 1950 war die LTM ein reiner Busbetrieb, dessen Streckennetz über die Provinzgrenzen hinaus bis nach Aachen reichte. 1978 fusionierte die LTM mit verschiedenen anderen Busgesellschaften zum Verenigd Streekvervoer Limburg (VSL) mit Sitz in Heerlen, der wiederum 1995 mit weiteren südniederländischen Verkehrsunternehmen zum Verkehrsbetrieb Hermes zusammengeschlossen wurde. Hermes ist seit 2007 zu 100 % eine Tochtergesellschaft von Connexxion. Alle Anteile aus Limburg wurden an Connexxion verkauft, da Hermes nicht mehr in Limburg verkehrte und seit Dezember 2006 dieser von Veolia Transport abgelöst wurde. Seit Dezember 2016 wird der komplette Regionalverkehr in der Provinz Limburg durch die Arriva Nederland betrieben.